# Ixodina endroedyi
Ixodina endroedyi är en skalbaggsart som beskrevs av S. Endrödi 1976. Ixodina endroedyi ingår i släktet Ixodina och familjen bladhorningar. Inga underarter finns listade i Catalogue of Life.